# Hunyczi
Hunyczi (ukr. Гуничі) – wieś na Ukrainie, w obwodzie żytomierskim, w rejonie korosteńskim, w hromadzie Owrucz. W 2001 liczyła 429 mieszkańców, spośród których 424 wskazało jako ojczysty język ukraiński, 4 rosyjski, a 1 mołdawski.